# Ornithogalum kuereanum
Ornithogalum kuereanum là một loài thực vật có hoa trong họ Măng tây. Loài này được Speta mô tả khoa học lần đầu tiên vào năm 1991.